# Erna Droesbeke
Pour les articles homonymes, voir Erna et Droesbeke.
 (octobre 2008).
Si vous disposez d'ouvrages ou d'articles de référence ou si vous connaissez des sites web de qualité traitant du thème abordé ici, merci de compléter l'article en donnant les références utiles à sa vérifiabilité et en les liant à la section « Notes et références ».
Erna Droesbeke (Anvers, 16 janvier 1952), est un auteur et artiste belge.
Elle a publié 50 livres sur l'ésotérisme et les médecines douces. Ces livres sont publiés en néerlandais, français, anglais, allemand, italien, espagnol, grec, tchèque, hongrois et russe.
Elle a créé un jeu de tarot destiné à la cartomancie appelé le Tarot d'Isis. Le jeu est composé de 22 arcanes majeures et de 14 arcanes mineures. C'est un mélange de symboliques égyptienne, ésotérique et onirique. 